# Cimetière militaire britannique du bois d'aval
Le cimetière militaire britannique du bois d'aval (en anglais : Aval Wood Military Cemetery) est un cimetière de la Première Guerre mondiale situé à Vieux-Berquin (Nord). Le cimetière est entretenu par la Commonwealth War Graves Commission. 

## Galerie

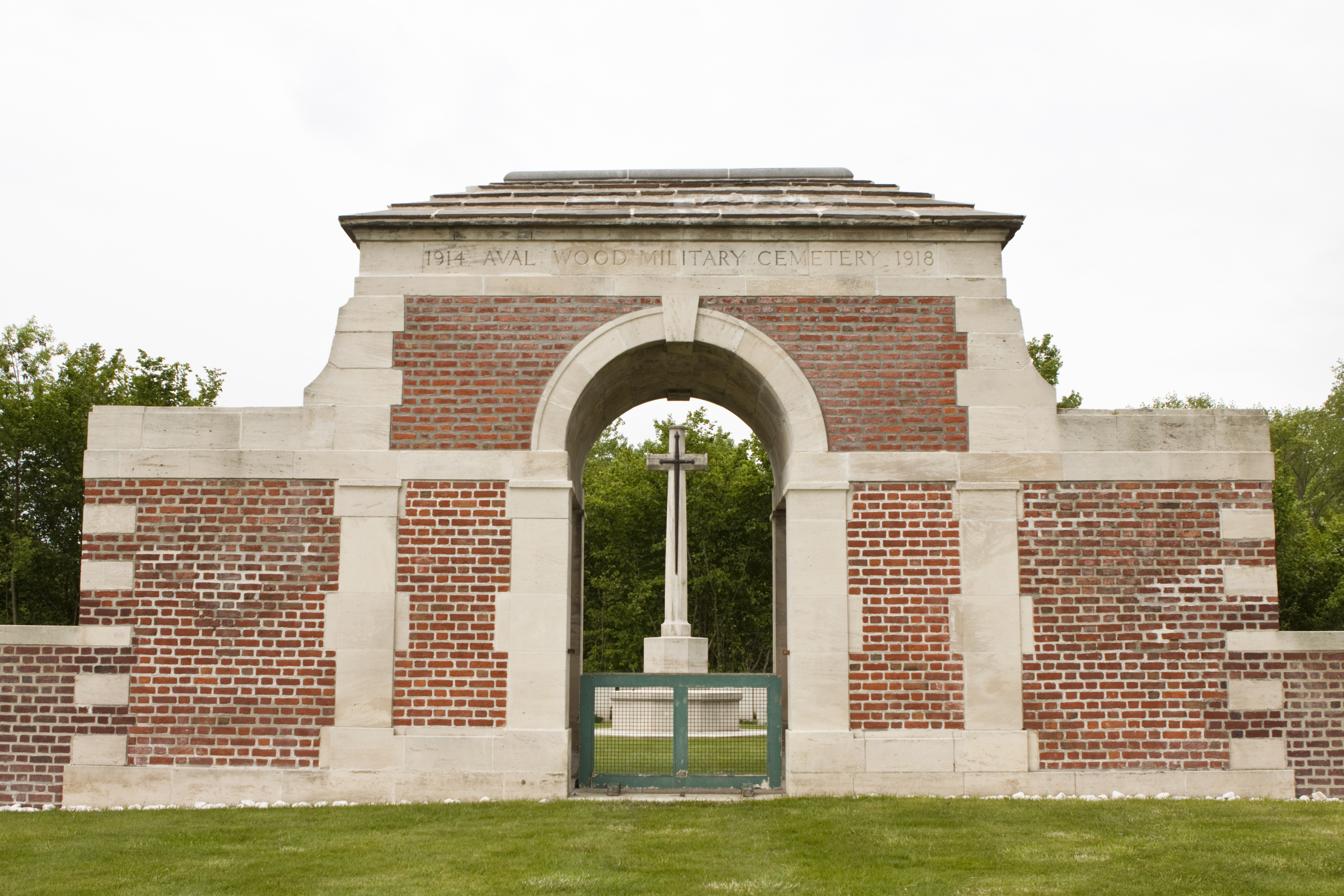
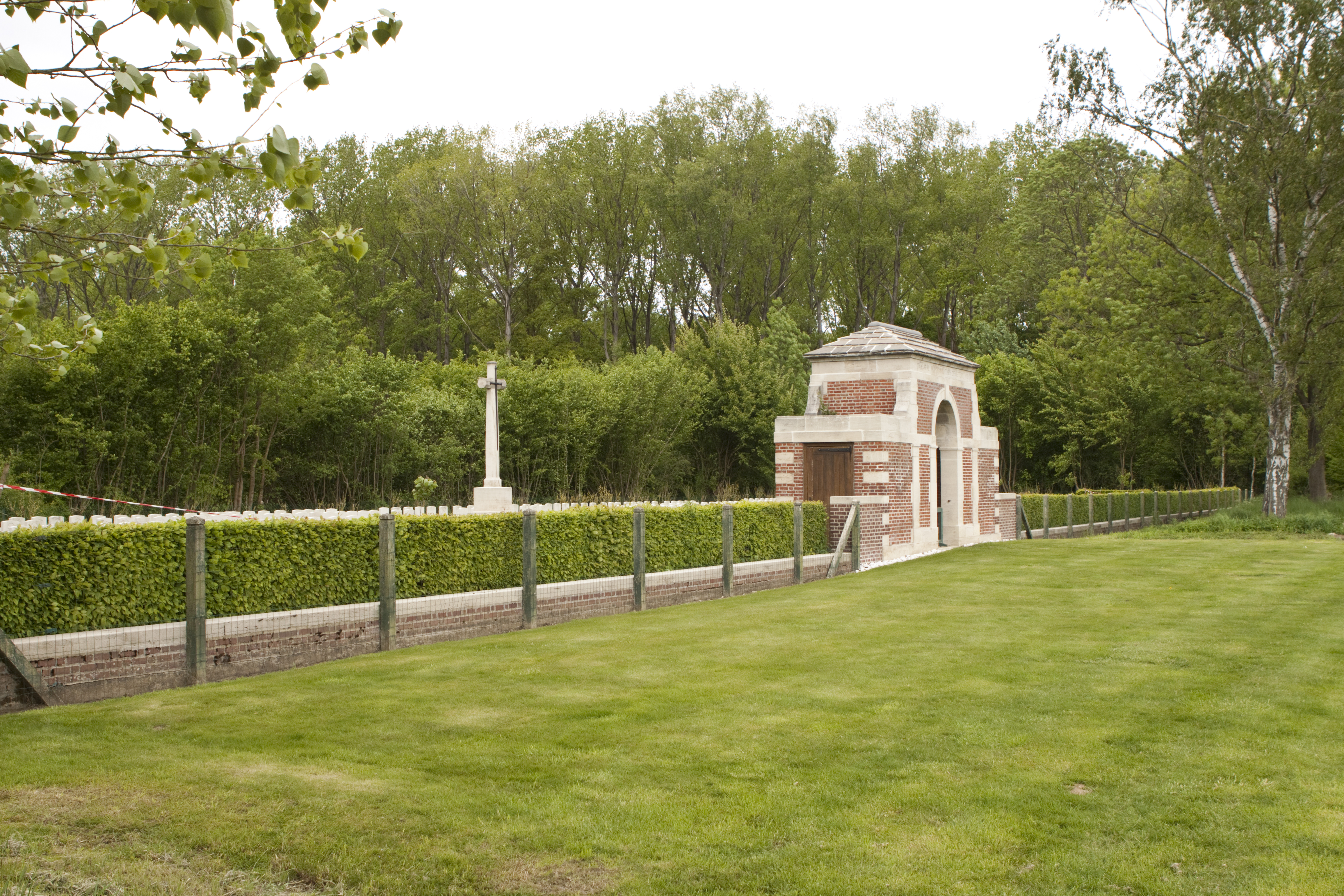
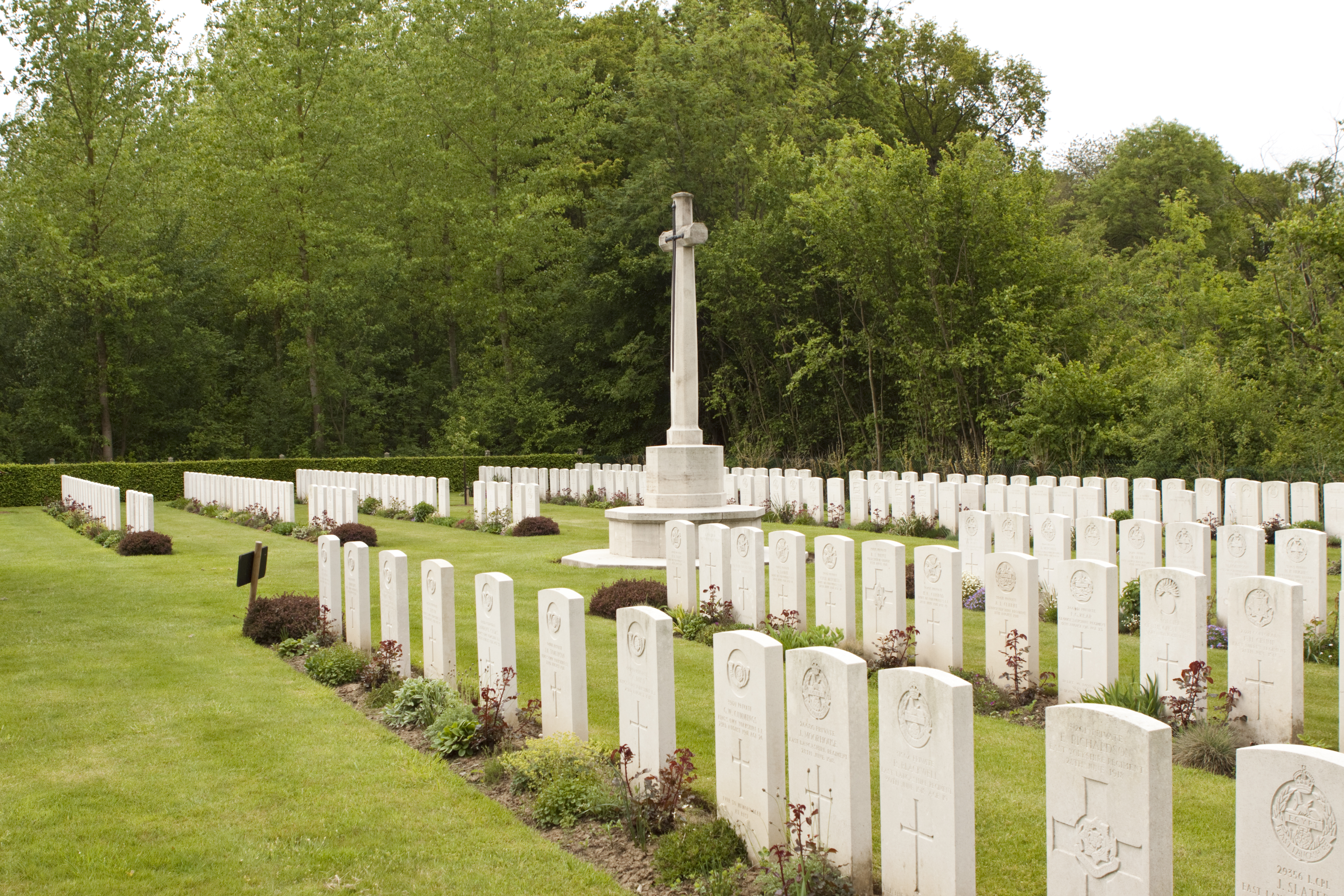
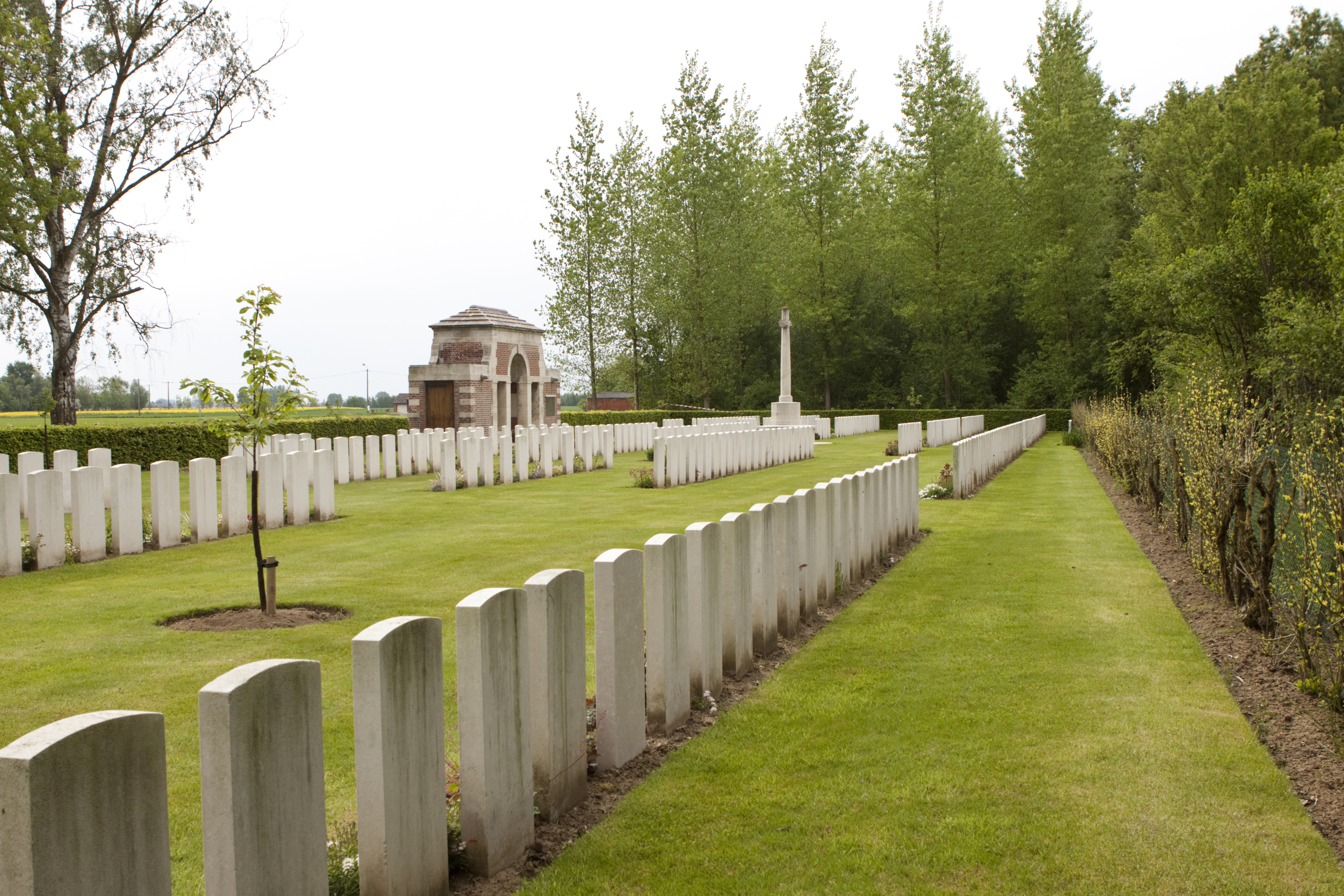
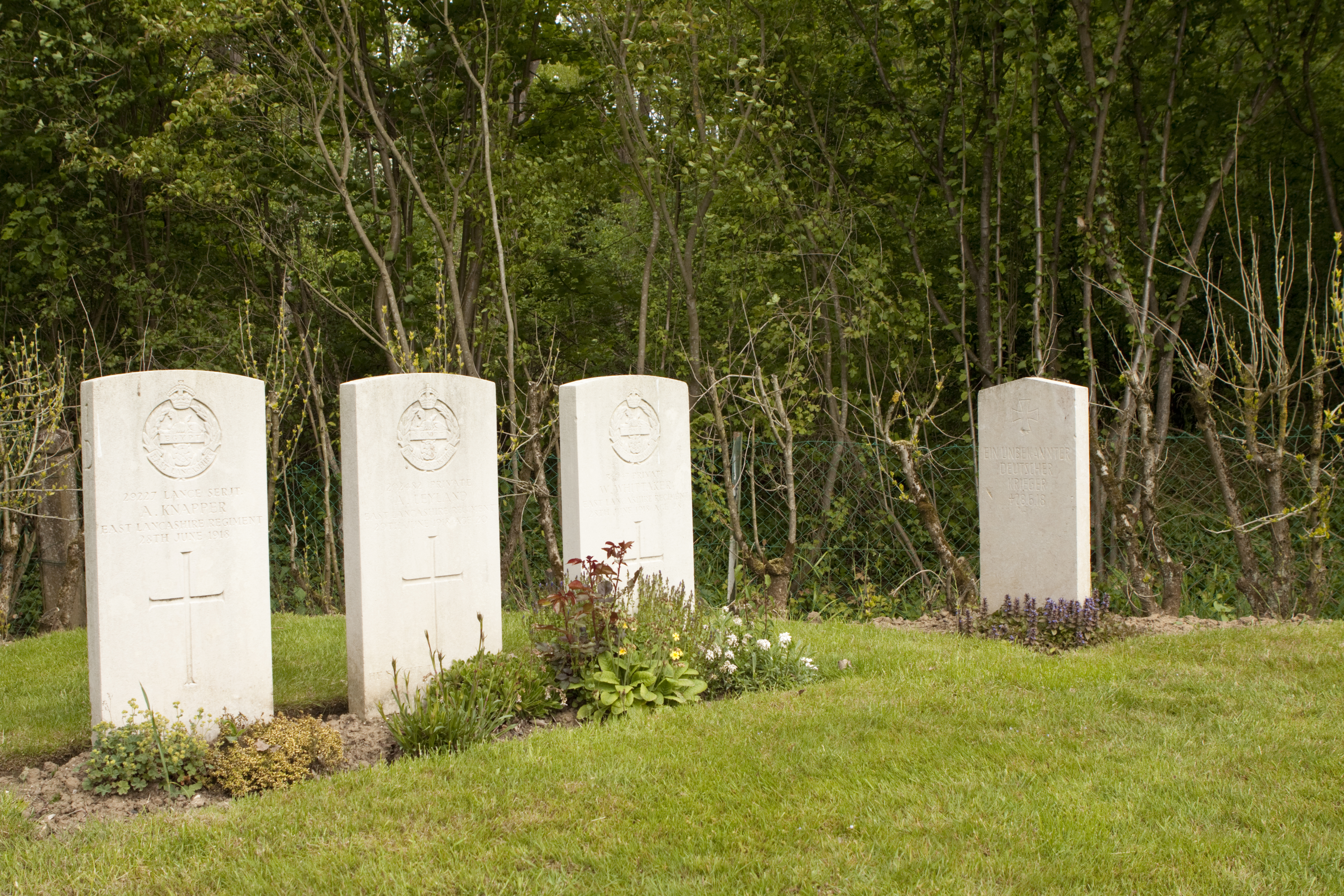

## Victimes
| Pays        | Victimes |
| ----------- | -------- |
| Royaume-Uni | 408      |
| Australie   | 3        |
| Allemagne   | 1        |
| Total       | 412      |

## Coordonnées GPS
50° 41′ 00″ nord, 2° 37′ 11″ est